# アメリカン航空1572便着陸失敗事故
アメリカン航空1572便着陸失敗事故(あめりかんこうくう1572びんちゃくりくしっぱいじこ)は、1995年11月12日にコネチカット州で発生した航空事故である。
シカゴ・オヘア国際空港からブラッドレー国際空港へ向かっていたアメリカン航空1572便（マクドネル・ダグラス MD-83）が着陸進入中に木々とILSアンテナに接触し、乗員乗客78人中1人が負傷した。

## 飛行の詳細

### 事故機
事故機のマクドネル・ダグラス MD-83（N566AA）は1987年に製造番号49348として製造された。総飛行時間は27,628時間で、2基のプラット・アンド・ホイットニー JT8D-219を搭載していた。

### 乗員
機長は39歳の男性で、1985年4月11日からアメリカン航空に勤務していた。総飛行時間は8,000時間で、DC-9・MD-80シリーズでは4,230時間の飛行経験があった。直近の技能検査は1995年8月21日行われていた。
副操縦士は39歳の男性で、1989年5月24日からアメリカン航空に勤務していた。総飛行時間は5,100時間で、DC-9・MD-80シリーズでは2,281時間の飛行経験があった。直近の技能検査は1995年8月19日行われていた。

## 事故の経緯
1572便はシカゴ・オヘア国際空港からブラッドレー国際空港へ向かう国内定期旅客便であった。予定ではEST21時25分にシカゴを出発するはずだったが、乗り継ぎと悪天候の影響で2時間以上遅延していた。23時05分、1572便はシカゴから離陸して35,000フィート (11,000 m)まで上昇した。0時30分、パイロットはアメリカン航空のディスパッチャーからQFEを29.23inHgに、QNHを29.42inHgに設定するよう指示された。また、ブラッドレー国際空港に着陸した機が乱気流とウインドシアに遭遇したことが報告された。0時32分、パイロットはATISの情報を聞いた。ATISではQNHの設定は29.50inHgとされていた。その1分後、管制官は11,000フィート (3,400 m)への降下と、QNHを29.40inHgに設定するよう指示した。
0時38分、着陸前チェックリストの実行中に機長はQNHの設定を29.50inHgと言った。副操縦士は「降下を開始したとき29.47inHgと言われましたが...その設定にしたいなら良いです」と返答した。進入は自動操縦のVOR/LOCモード（ローカライザー進入）で行われたが、途中で機体がコースを逸脱し始めたため、機長はモードをHDG SELに変更して進入を継続した。0時54分、機長は副操縦士に1,000フィート (300 m)までの降下許可を要請するよう求めた。この時、激しい風によって管制室の窓が破損しており、管制室は一時的に閉鎖されていた。レーダー管制室で業務を行っていた進入管制官は管制室に職員がおり、正式な誘導は再開していないが周波数を変更することを許可した。管制室内にいたスーパーバイザーは1,000フィート (300 m)への降下と滑走路15へ裁量で着陸することを許可した。
0時55分26秒、「Sink Rate」の警報が鳴ったためパイロットはエンジンの推力を上げて着陸復航を試みたが、その4秒後に1572便は高さ60フィート (18 m)の木々に接触した。機長はフラップを15度に設定し、着陸装置を格納した。1572便は14秒ほど上昇したが、その後速度を失い降下し始めた。フライトデータレコーダー（FDR）によれば、左エンジンはコンプレッサー・ストールを起こして推力を失っており、右エンジンは火災を起こしていた。一部の乗客はエンジンから炎が吹き出るのを目撃した。0時56分02秒、副操縦士が緊急事態を宣言し、スーパーバイザーが救急隊に連絡した。機長は滑走路まで到達できるようにフラップを40度まで下げ、着陸装置を出した。機体は滑走路の手前の木々と高さ8フィート (2.4 m)のILSアンテナに接触した。1572便はストップウェイの末端に接地し、2回バウンドした。最終的に機体は4,000フィート (1,200 m)ほど滑走して停止した。

## 事故調査
国家運輸安全委員会（NTSB）が事故調査を行った。当初、アメリカン航空は声明で、「強風に遭遇したため復航を試みたがエンジンが反応しなかった」とコメントしていた。ATISによってパイロットに伝えられた気圧は29.50だったが、事故当時の気圧は29.35まで低下していた。機体の調査から、両エンジン共に内部に木々の破片が吸い込まれていた。FDRの記録から、木々に接触してすぐに左エンジンの出力が失われていたことが分かった。右エンジンは高出力状態で稼働していたが内部で火災が発生しており、しばらくして推力を失った。

### パイロットの行動
アメリカン航空の手順では計器の監視を行っているパイロットは地表から1,000フィート (300 m)地点と最低降下高度（MDA）から100フィート (30 m)地点、MDAでそれぞれ高度の読み上げを行うこととなっていた。事故時に計器を監視していた副操縦士は1,000フィート (300 m)地点でMDAである908フィート (277 m)に近づいていると機長に言った。その後副操縦士は空港の位置を確認し、再び高度計を見てMDAを下回っていることに気づいた。木々へ接触する5秒前、副操縦士は「...を下回っています（“you’re going below your....）」と言い、機長は自動操縦を高度維持モードに切り替えた。NTSBはパイロットが滑走路を視認する前にMDAを下回って降下したことが事故の直接的な原因であると結論づけた。一方で、NTSBは木々に接触した後のパイロットの行動を評価した。彼らの優れたクルー・リソース・マネジメントと飛行技術によって機体が滑走路端まで滑空でき、負傷者数を1人に抑えることが出来たとNTSBは最終報告書で述べている。
事故機にはアライドシグナル社製の対地接近警報装置（GPWS）が搭載されていた。非精密進入において、着陸装置とフラップを展開した状態ではこのGPWSは降下率のみを警告する仕様だった。事故後の調査ではこのGPWSは正常に動作した。また、管制官に警告を発する最低安全高度警報（MSAW）は稜線に遮られ、1572便からの信号が届かなかったため機能しなかった。

### 高度計の誤差
コックピット内には機長用、副操縦士用、予備用の高度計があった。機長用と副操縦士用の高度計の気圧は29.23inHg、予備用は29.47inHgに設定されていた。アメリカン航空の手順では、機長用と副操縦士用の高度計の気圧設定をQFEにし、予備用の高度計の気圧設定はQNHにするよう定められていた。これらの設定は23時52分時点の気象予報に基づいた物で、事故発生の1時間近く前のデータだった。これらの値を用いた結果、機体は通常よりも76フィート (23 m)低く飛行した。NTSBはパイロットが管制官に最新の気圧設定を聞いていれば木々への衝突を回避できた可能性があると結論づけた。また、大気圧が大きく変化しておらず視程が良好であれば、高度計の設定を直していなくても大きな問題は発生しなかっただろうと述べられている:59。NTSBは管制官のミスについても指摘しており、気圧が急速に低下していることを認識していた進入管制官は高度計の設定を変更するよう指示するべきだったと述べている。
さらにNTSBはパイロットがアメリカン航空の手順に従って3つの高度計の値を比較していれば間違えに気づけた可能性を指摘している。高度計が正しく設定されていれば、機長用・副操縦士用と予備用の高度計の誤差は目的地の空港の標高と一致するが、この時は異なっていた。

### 事故原因
1996年11月13日、NTSBは事故の最終報告書を発行した。最終報告書ではパイロットが滑走路を視認するまでMDAを維持しなかったことが事故原因として挙げられた。また、管制官が最新の気圧設定を伝えず、パイロットもこれを要求しなかったことが事故の要因としてあげられた。
NTSBは滑走路15への進入手順を定める際に、連邦航空局（FAA）が事故現場付近の急峻な地形を考慮するべきだったと最終報告書で述べている。また、悪天候や乱気流の考慮も不足しており、これらがどのような影響を及ぼすか理解していない可能性があるため、特定の非精密進入手順を見直すよう求めている。

## 映像化
- メーデー!:航空機事故の真実と真相 第20シーズン第7話「Tree Strike Terror」